# Barongia lophandra
Barongia lophandra är en myrtenväxtart som beskrevs av Peter G.Wilson och Bernard Patrick Matthew Hyland. Barongia lophandra ingår i släktet Barongia och familjen myrtenväxter. Inga underarter finns listade i Catalogue of Life.